# Дмитрівка (Оскільська сільська громада)
Дми́трівка —  село в Україні, у Оскільській сільській територіальній громаді Ізюмського району Харківської області. Населення становить 69 осіб.

## Географія
Село Дмитрівка знаходиться у одного з витоків річки Велика Комишуваха, нижче за течією на відстані 11 км розташоване село Велика Комишуваха. Річка в цьому місці пересихає, на ній зроблено кілька загат. На відстані 2 км розташоване село Вірнопілля.

## Історія
12 червня 2020 року, розпорядженням Кабінету Міністрів України № 725-р «Про визначення адміністративних центрів та затвердження територій територіальних громад Харківської області», увійшло до складу Оскільської сільської територіальної громади.
19 липня 2020 року, в результаті адміністративно-територіальної реформи та ліквідації Ізюмського району (1923—2020), село увійшло до складу новоутвореного Ізюмського району.

### Російсько-українська війна
4 серпня 2022 року українські війська звільнили село від російської окупації.

## Економіка
- Вівце-товарна ферма.

## Населення
Згідно з переписом УРСР 1989 року чисельність наявного населення села становила 93 особи, з яких 46 чоловіків та 47 жінок.
За переписом населення України 2001 року в селі мешкало 70 осіб.

### Мова
Розподіл населення за рідною мовою за даними перепису 2001 року:
| Мова       | Відсоток |
| ---------- | -------- |
| українська | 86,96 %  |
| російська  | 10,14 %  |
| білоруська | 1,45 %   |
| вірменська | 1,45 %   |